# Hypsicera incarinata
Hypsicera incarinata är en stekelart som beskrevs av Setsuya Momoi och Kusigemati 1970. Hypsicera incarinata ingår i släktet Hypsicera och familjen brokparasitsteklar. Inga underarter finns listade i Catalogue of Life.